# NOiSE
Pour les articles homonymes, voir Noise (homonymie).
NOiSE (ノイズ, Noizu) est un manga créé par Tsutomu Nihei, sorti en 2001 et considéré comme la préquelle de son œuvre majeure : BLAME!.

## Histoire
Ce manga contient deux parties. La première revient sur ce qui peut être décrit comme la genèse de BLAME! avec des éclairages aux questions posées plus tard dans BLAME! telles que « qu'est ce que la résosphère », que sont les « sauvegardes », qu'est ce qu'un « terminal génétique » ? On y découvre quelques indices sur l'extension de la ville jusqu'aux satellites naturels (la lune ?).
À la différence de BLAME !, Noise a pour personnage principal Musubi Susono, inspectrice de police.
La deuxième partie fut créée par Tsutomu Nihei lors d'un concours saisonnier datant de 1995 où le mangaka obtint le premier prix. Ce « chapitre » apparaît assez différent des autres car le style graphique y est plus épuré et laisse moins la place aux décors sombres teintés de traits noirs. 
L'histoire quant à elle, a pour héros Killy, futur personnage principal de BLAME!. Celui-ci, agent de police, enquête sur un trafic de drogue.

## Édition
- japonaise : Kōdansha (2001)
- française : Glénat (avril 2003)

192 pages
Format : 180 mm x 115 mm
 (ISBN 2-7234-4152-0)

### Documentation
- Kara, « Noise : Beaucoup de bruit pour rien ? », BoDoï, no 66,‎ août-septembre 2003, p. 9.